# Postludium
Een postludium of postlude  (uit het Latijn: post=na en ludere=spelen) is een instrumentaal naspel.
Het woord wordt zowel in kerkmuziek gebruikt als in liederen. Soms komt een postludium als zelfstandige compositie voor, bijvoorbeeld als einddeel van een cyclisch werk of suite.